# Puerto Cavinas
Puerto Cavinas es una localidad de Bolivia, ubicada en la región de la Amazonía. Administrativamente se encuentra en el municipio de Reyes de la provincia del General José Ballivián en el departamento del Beni.
Puerto Cavinas está a una altitud de 305 m s. n. m. a la derecha, margen oriental del río Beni, a siete kilómetros aguas abajo de la desembocadura del río Madidi.

## Geografía
Puerto Cavinas está ubicado en la parte boliviana de la cuenca del Amazonas, al este de las cadenas montañosas del país, con un clima húmedo durante todo el año.
La temperatura promedio promedio de la región es de 26 °C y fluctúa sólo ligeramente entre 23 °C en junio y julio y unos buenos 27 °C de octubre a diciembre. La precipitación anual es casi 2000 mm, con una temporada de lluvias pronunciada de diciembre a marzo con 200-300 mm de precipitación mensual y valores mensuales más bajos poco menos de 100 mm de julio a septiembre.

## Historia
Puerto Cavinas fue un centro misionero de los franciscanos, quienes evangelizaron a los indígenas cavineños que vivían en esta zona.
Luego del golpe de Estado de 1980, militares y paramilitares reprimieron a dirigentes sindicales de la Central Obrera Boliviana, periodistas y otras personas. Un grupo seleccionado fue llevado y confinado en Puerto Cavinas, a lo que se sumaron mineros de la mina Caracoles.

## Transporte
Puerto Cavinas se encuentra a una distancia de 723 kilómetros por carretera al noroeste de Trinidad, la capital del departamento.
Desde Trinidad, la carretera nacional Ruta 3, en gran parte sin pavimentar, conduce más de 281 km al oeste hasta Yucumo, desde donde la Ruta 8 recorre hacia el norte durante 124 km a través de Rurrenabaque hasta llegar a Reyes. Desde allí, la Ruta 8 continúa hacia el noreste a través de Santa Rosa de Yacuma, El Triunfo, Santa Teresa del Yata y la comunidad Australia hasta Riberalta y Guayaramerín en la frontera con Brasil.
A seis kilómetros de la comunidad Australia, una carretera rural sin asfaltar se bifurca hacia el norte y conduce otros 76 km hasta llegar a Puerto Cavinas.

## Demografía

Los indígenas cavinas bailan durante la celebración anual de la misión de Cavinas.

La población de la localidad ha caído drásticamente en las últimas dos décadas:
| Año  | Habitantes | Fuente |
| ---- | ---------- | ------ |
| 1992 | 356        | Censo  |
| 2001 | 305        | Censo  |
| 2012 | 112        | Censo  |